# Manos Limpias

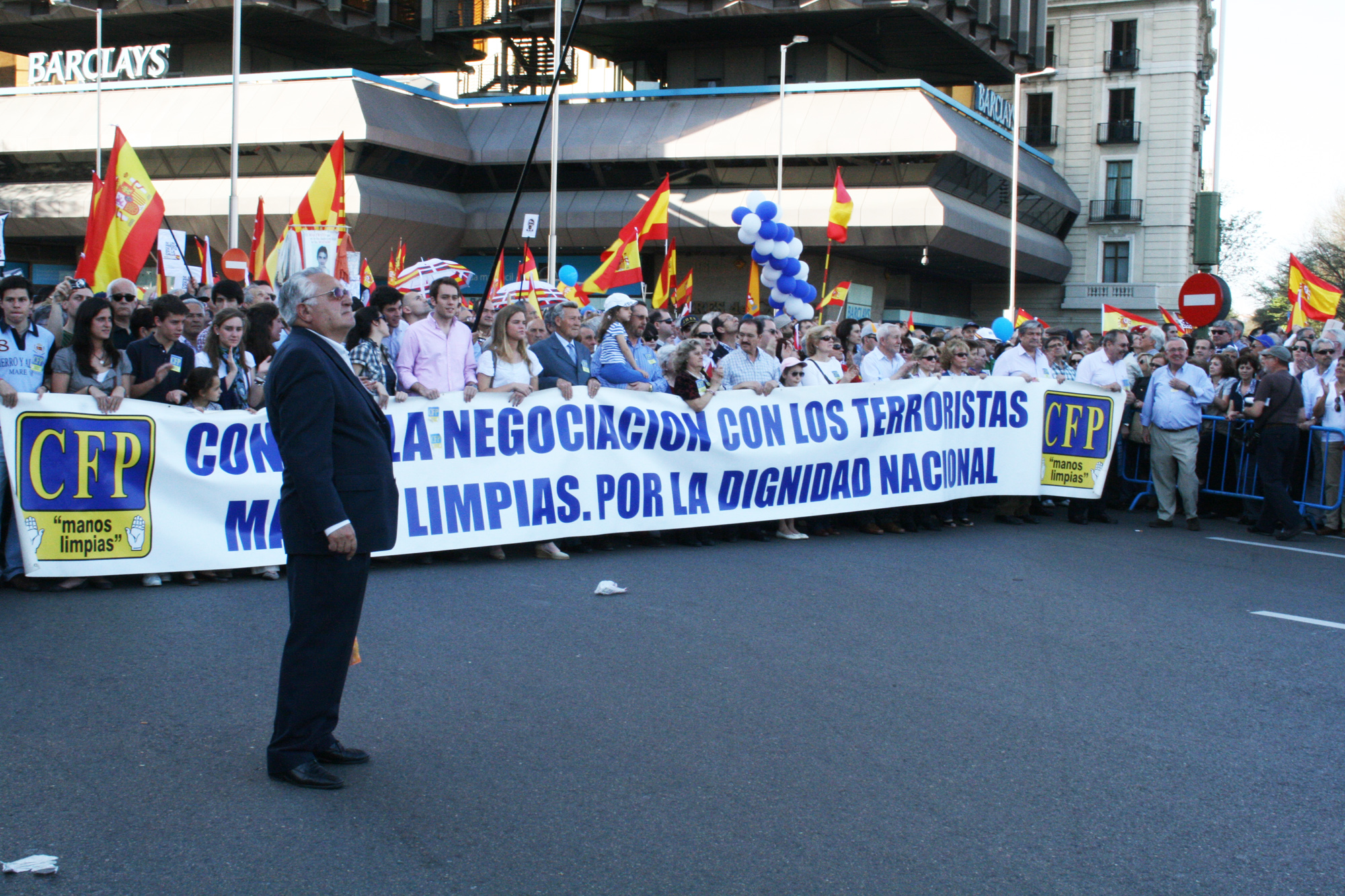
Manifestazione di Manos Limpias a Madrid nel 2011

Manos Limpias (in italiano: Mani Pulite), ufficialmente Colectivo de Funcionarios Públicos Manos Limpias, è un'associazione autodefinitasi sindacale fondata a Madrid nel 1995 dall'avvocato e attivista Miguel Bernad Remón, come organizzazione di rappresentanza dei dipendenti e funzionari dei servizi pubblici spagnoli, ma che non presiede e non ha alcuna rappresentanza  nei luogo di lavoro in Spagna.
Riprende il nome dall'inchiesta giudiziaria Mani Pulite nei primi anni '90 guidata da Antonio Di Pietro. 
La sua rilevanza e notorietà in Spagna è dovuta soprattutto alle prese di parte e denunce sia pubbliche che penali presentate su varie tematiche che toccano maggiormente la politica locale e nazionale spagnola, parte delle quali rivelatasi successivamente infondate o inventate.
Molte fonti sostengono invece che sia una costola civile dell'ala politica dell'estrema destra spagnola.